# Street Cred Football
Street Cred Football, spesso scritto Street Cred' Football sul materiale ufficiale, è un videogioco di calcio da strada pubblicato nel 1989 per Amstrad CPC, Commodore 64 e ZX Spectrum dalla Players Premier, un'etichetta economica della Interceptor Software. Street cred (da credibility) è un'espressione colloquiale traducibile "reputazione da duro". Le recensioni del gioco sulla stampa furono generalmente negative.
Nella stessa serie uscì anche, lo stesso anno, Street Cred Boxing sul pugilato da strada.

## Modalità di gioco
Si possono giocare partite singole di durata impostabile, contro il computer a un unico livello di difficoltà oppure tra due giocatori (su Amstrad e Spectrum anche in demo tra due computer). Il campo, uno spiazzo asfaltato sul retro degli edifici, è mostrato con visuale isometrica a scorrimento verticale. Le porte sono delimitate da coppie di casse, senza portiere.
I calciatori per ogni squadra sono cinque e vengono scelti da una rosa di 24 personaggi con facce da duri, tra i quali i protagonisti di altri giochi della Players come Joe Blade. La scelta è puramente estetica, non c'è evidente differenza di prestazioni tra i personaggi. La disposizione iniziale dei calciatori in campo può essere personalizzata con precisione per entrambe le squadre.
In gara si controlla il calciatore più vicino alla palla. Quando si ha la palla si può calciare in un solo modo, mentre quando non la si ha, tenendo premuto il pulsante di fuoco si può far correre più veloce il calciatore. Il campo è delimitato da pareti e la palla non può uscire. La palla si ruba passandoci sopra, non ci sono falli o azioni difensive.
Le versioni Amstrad e Spectrum sono tra loro molto simili e hanno la scena principale monocromatica. In tutte le versioni il colore dello sfondo è personalizzabile.